# Philadelphia Motor Vehicle Company
Philadelphia Motor Vehicle Company war ein US-amerikanischer Hersteller von Automobilen.

## Unternehmensgeschichte
Das Unternehmen wurde 1900 in Philadelphia in Pennsylvania gegründet. Im gleichen Jahr begann die Produktion von Automobilen. Der Markenname lautete Imperial. J. C. Nichols wird als die treibende Kraft hinter dem Projekt genannt. Pläne für ein größeres Werk in Camden in New Jersey wurden nicht mehr umgesetzt. 1901 endete die Produktion.

## Fahrzeuge
Im Angebot stand nur ein Modell. Es hatte einen Einzylindermotor mit 4 PS Leistung. Die Karosserie in Form eines Runabouts war offen und bot Platz für zwei Personen. Die Höchstgeschwindigkeit war mit 26 km/h angegeben. Die Reifen hatten die Größe 32 Zoll. Ein Lenkhebel diente gleichzeitig zum Lenken, Starten und Bremsen.

## Übersicht über Pkw-Marken aus den USA, die Imperial beinhalten
| Marke    | Hersteller                                | Vermarktungsbeginn | Vermarktungsende | Ort, Bundesstaat           |
| -------- | ----------------------------------------- | ------------------ | ---------------- | -------------------------- |
| Imperial | Philadelphia Motor Vehicle Company        | 1900               | 1901             | Philadelphia, Pennsylvania |
| Imperial | Imperial Automobile Company (Detroit)     | 1903               | 1904             | Detroit, Michigan          |
| Imperial | Rodgers & Company                         | 1903               | 1904             | Columbus, Ohio             |
| Imperial | Imperial Motor Car Company (Pennsylvania) | 1907               | 1908             | Williamsport, Pennsylvania |
| Imperial | Imperial Automobile Company (Jackson)     | 1908               | 1916             | Jackson, Michigan          |
| Imperial | Imperial Motor Car Company (Texas)        | 1910               | 1910             | Houston, Texas             |
| Imperial | Imperial (Automarke)                      | 1954               | 1975             | Detroit, Michigan          |